# Empusa uvarovi
Empusa uvarovi es una especie de mantis de la familia Empusidae.

## Distribución geográfica
Se encuentra en Irak, India y en Israel.